# Ökenkorp
Ökenkorp (Corvus ruficollis) är en tätting i familjen kråkfåglar som förekommer i Nordafrika och västra Asien.

## Kännetecken

### Utseende
Ökenkorpen är mycket lik korp (Corvus corax) med sin stora storlek, helsvarta dräkt, kraftiga näbb, yviga strupbefjädring och kilformade stjärt. Den är dock mindre (48–56 centimeter i kroppslängd jämfört med korpens 54-67), lite klenare näbb, kortare stjärt och smal hand. Vidare har den en bronsbrun ton på nacken som gett den sitt engelska namn brown-necked raven samt sitt vetenskapliga namn ruficollis (="rödhalsad" på latin). Den har också ofta gula tår, framför allt i Mellanöstern. I flykten syns den ofta karakteristiskt peka snett nedåt med näbben.

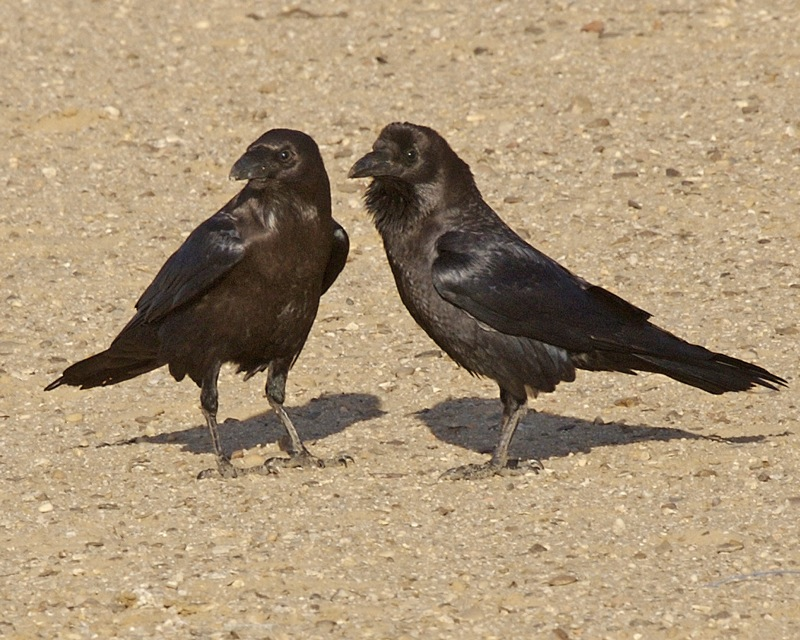
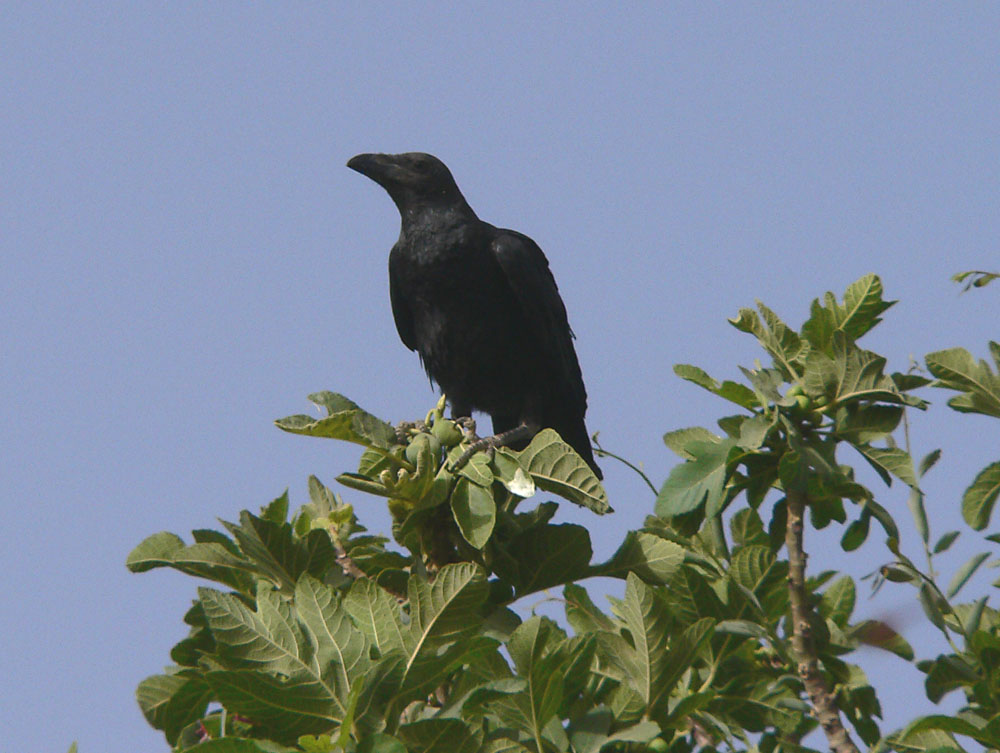

### Läten
Lätena skiljer sig tydligare från korpen genom att vara mycket ljusare, ett kråklikt kri-äh eller ett pressat grreu grreu grreu.

## Utbredning
Ökenkorpen förekommer från Kap Verde-arkipelagen genom Nordafrika till västra Pakistan. Fågeln är normalt stannfågel. Den är en mycket sällsynt gäst i Europa med ett fynd vardera i Spanien, Italien och på Cypern.

## Ekologi

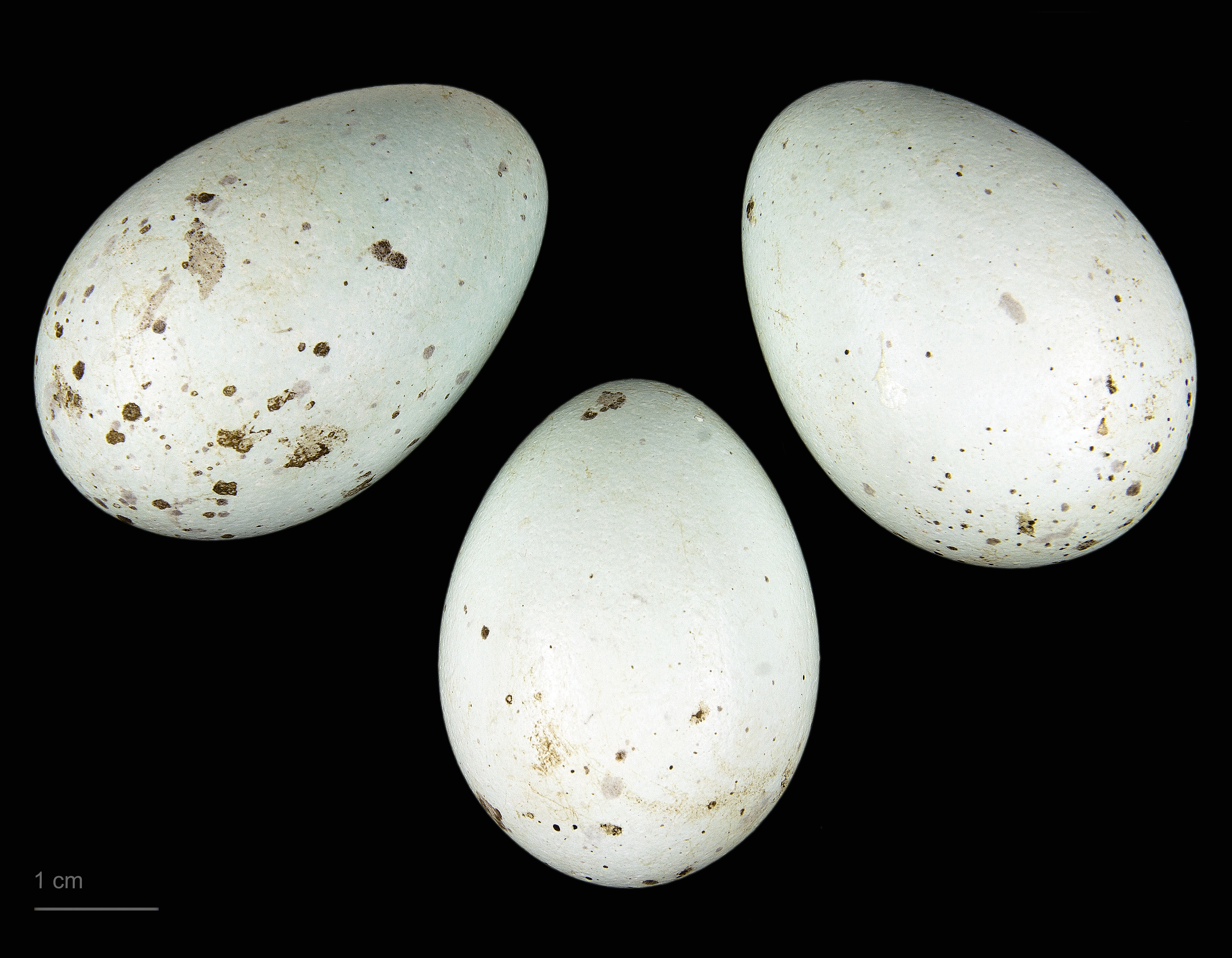
Corvus ruficollis

Fågeln förekommer i öken och torr stäpp, men kan också ses i mer bergiga trakter även om den inte är en ren bergsfågel. Den häckar i en trädkrona, på en klipphylla eller på en ledningsstolpe. Den lägger vanligtvis fyra till fem ägg som ruvas i 20–22 dagar. Ungarna lämnar boet efter 37–38 dagar och kan flyga bra en vecka senare.
Ökenkorpen är en relativt skygg och vaksam fågel som är svår att komma nära. Den är en allätare som intar allt ifrån as, reptiler, gräshoppor och i kustområden ilandfluten fisk till dadlar och annan frukt. En studie från 2009 i Israel visar att arten jagar ödlor kooperativt.

## Status och hot
Arten har ett stort utbredningsområde och en stor population, och tros öka i antal till följd av urbanisering. Utifrån dessa kriterier kategoriserar internationella naturvårdsunionen IUCN arten som livskraftig (LC). Världspopulationen har inte uppskattats, men arten beskrivs som vanlig eller lokalt mycket vanlig.